# William Edward Burghardt Du Bois
William Edward Burghardt Du Bois, spesso indicato semplicemente come W.E.B. Du Bois, o DuBois (Great Barrington, 23 febbraio 1868 – Accra, 27 agosto 1963), è stato un sociologo, storico, saggista e poeta statunitense naturalizzato ghanese.

## Infanzia e giovinezza

### Storia familiare
William Edward Burghardt Du Bois nacque il 23 febbraio 1868 a Great Barrington, verso il confine sud-occidentale del Massachusetts, figlio di Alfred Du Bois e Mary Silvina Burghardt. Si trattava di una cittadina abitata per la stragrande maggioranza da bianchi. La famiglia di sua madre faceva parte della piccola comunità di neri liberi del paese e da tempo era proprietaria di un appezzamento di terreno in loco. Discendevano da progenitori olandesi e africani, tra i quali Tom, un uomo nato nell'Africa occidentale che aveva servito come soldato nella compagnia del capitano John Spoor nel 1780, servizio militare che probabilmente gli era valso la libertà. Secondo Du Bois molti dei suoi antenati da parte materna ebbero un ruolo rilevante nella storia della regione.
Alfred Du Bois, originario di Haiti, era un uomo di discendenza mista africana e franco-ugonotta. Suo nonno era il Dr. James Du Bois di Poughkeepsie, New York. La famiglia del Dr. Du Bois aveva ottenuto vasti terreni alle isole Bahamas in cambio del suo sostegno a Giorgio III durante la guerra d'indipendenza americana. A Long Cay, alle Bahamas, James Du Bois ebbe diversi figli dalle sue schiave e quando tornò a New York, nel 1812, portò con sé John e Alexander, due di questi figli di razza mista perché fossero educati nel Connecticut. Dopo la morte di James i suoi figli furono disconosciuti dalla famiglia e costretti ad abbandonare la scuola e ad andare a lavorare. Alexander diventò un commerciante a New Haven e sposò Sarah Marsh Lewis, con la quale ebbe molti figli. Verso il 1830 Alexander tornò ad Haiti per tentare di recuperare la propria eredità. Suo figlio Alfred nacque lì nel 1833. Alexander fece ritorno a New Haven senza portare con sé il figlio e la madre.
Non si sa come Alfred Du Bois e Mary Silvina Burghardt si siano incontrati, ma si sposarono il 5 febbraio 1867 ad Housatonic, in Massachusetts. Alfred lasciò Mary quando loro figlio William aveva due anni. Il piccolo Du Bois era molto legato alla madre. Quando era giovane, Mary ebbe un ictus che la lasciò invalida e incapace di lavorare. Madre e figlio cambiarono frequentemente casa, sopravvivendo con i soldi che alcuni familiari davano loro e con i lavoretti che William riusciva a fare dopo la scuola. Du Bois era determinato ad aiutare la madre e credeva che avrebbero potuto migliorare la qualità della loro vita attraverso l'istruzione. Alcuni dei suoi vicini di casa bianchi si interessarono a lui e uno di essi affittò a lui e alla madre una casa a Great Barrington.
Mentre vivevano lì Du Bois fece ogni tipo di lavoro e lavoretto. Finché era a scuola non si sentiva discriminato per il colore della sua pelle. Di fatto, le sole volte in cui si sentiva fuori posto erano quando in paese arrivavano visitatori da fuori. Uno di questi incidenti si verificò quando una ragazza bianca neo iscritta a scuola si rifiutò di accettare uno dei suoi biglietti durante un gioco; la ragazza disse che non l'avrebbe accettato perché lui era nero. Du Bois capì che ci sarebbe sempre stata una barriera tra alcuni bianchi e i non-bianchi.
Il giovane Du Bois avrebbe potuto diventare un disadattato, come figlio di razza mista di una donna povera e sola ma era molto intelligente per la sua età e a scuola si trovò invece sempre molto bene. Molti insegnanti riconobbero la sua intelligenza e lo spinsero a continuare con la propria istruzione iscrivendosi alle scuole superiori e scegliendo studi di tipo classico. Il suo successo negli studi lo spinse a credere che avrebbe potuto usare le sue conoscenze per far alzare la testa agli afroamericani.

### Gli studi universitari
Nel 1888 Du Bois prese un diploma universitario alla Fisk University, una storica università per neri, a Nashville, in Tennessee. Durante l'estate successiva al conseguimento del diploma Du Bois gestì e diresse il coro della Fisk. Il coro fu assunto in una grande e lussuosa residenza estiva sul lago Minnetonka, nei pressi di Minneapolis. La località era uno dei posti preferiti per le loro vacanze dai ricchi del sud degli Stati Uniti e per la nobiltà europea. Oltre ad occuparsi dell'animazione e dell'intrattenimento Du Bois e gli altri membri del coro lavorarono come camerieri e diedero una mano nella cucina dell'albergo. Vedere l'abuso di alcolici, il comportamento rozzo e la promiscuità sessuale dei ricchi ospiti bianchi dell'albergo lasciò una profonda impressione sul giovane Du Bois
Du Bois entrò all'Harvard College nell'autunno del 1888, grazie ad una borsa di studio di 250 dollari che aveva ricevuto. Nel 1890 conseguì un Bachelor's degree cum laude. Nel 1892 ottenne un piccolo contratto per lavorare e contemporaneamente studiare all'Università di Berlino. Mentre si trovava a Berlino viaggiò molto in tutta Europa e rifinì la propria preparazione culturale studiando con alcuni dei più importanti scienziati sociali della nazione, come Gustav von Schmoller.
Nel 1895 Du Bois diventò il primo afroamericano a conseguire il titolo di Ph.D. dall'Università di Harvard. Dopo aver insegnato alla Wilberforce University in Ohio lavorò per l'Università della Pennsylvania. Mentre insegnava proseguiva le ricerche per il suo studio The Philadelphia Negro. Si trasferì poi in Georgia, dove fondò il dipartimento di sociologia dell'università di Atlanta (attualmente la Clark Atlanta University).

## Gli scritti

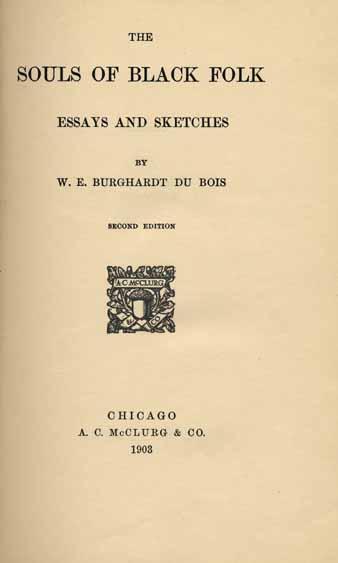
Frontespizio della seconda edizione di The Souls of Black Folk.

Du Bois scrisse molti libri, tra cui tre importanti autobiografie. Tra le sue opere più significative si ricordano The Philadelphia Negro (1899), The Souls of Black Folk (1903), John Brown (1909), Black Reconstruction (1935), and Black Folk, Then and Now (1939). The Negro (1915), influenzò il lavoro di molti tra i primi africanisti come Drusilla Dunjee Houston e William Leo Hansberry.
Mentre importanti studiosi bianchi negavano la rilevanza politica e sociale della cultura afroamericana nella storia degli Stati Uniti e nella costruzione della società, Du Bois nella sua epica Black Reconstruction dimostrò come i neri avessero avuto un ruolo centrale durante la guerra di secessione e nel successivo periodo della ricostruzione, mostrando come avessero stretto alleanze con politici bianchi. Fornì prove che confutarono le teorie sulla ricostruzione della scuola di Dunning, mostrando come le coalizioni di governo avessero creato dei programmi di istruzione per il sud oltre a vari programmi di aiuti in ambito sociale. Dimostrò come l'emancipazione dei neri - il grande problema della ricostruzione - fosse stata la spinta per una radicale ricostruzione della società americana, e spiegò come e perché il paese avesse fallito nell'intento di continuare a promuovere il conseguimento dei pieni diritti civili da parte dei neri nella seconda fase della ricostruzione. Queste tematiche furono in seguito riprese ed ampliate da Eric Foner e Leon Litwack i due principali studiosi del periodo della ricostruzione del XX secolo.

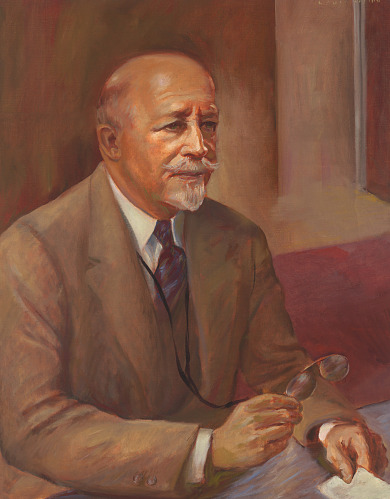
W. E. B. Du Bois, ritratto di Laura Wheeler Waring, la quale lavorò sotto la sua direzione alla rivista Crisis

Tra il 1910 e il 1934 Du Bois pubblicò The Crisis, un giornale fatto per conto della National Association for the Advancement of Colored People, con la collaborazione di Martha Gruening, attraverso cui partecipò con forza alla campagna anti-linciaggio. Nell'articolo The Lynching Industry del febbraio del 1915 redasse le statistiche anno per anno dei 2372 linciaggi registrati tra il 1884 e il 1914. Il numero dell'aprile del 1916 riferì sul linciaggio di gruppo di sei afroamericani avvenuto nella contea di Lee in Georgia. Nello stesso anno, l'articolo The Waco Horror riportò le indagini che Elisabeth Freeman aveva condotto per conto della NAACP sul linciaggio di Jesse Washington, un diciassettenne afroamericano condannato per omicidio. Nell'opuscolo, Du Bois si batté con successo con la direzione della NAACP per conseguire una comunicazione più efficace, riuscendo a raggiungere i politici e, attraverso i quotidiani, l'opinione pubblica.
Su The Crisis pubblicò inoltre poesie dei poeti del movimento dell'Harlem Renaissance. In uno dei suoi articoli, The Son of God, tratteggiò la figura di un messia afroamericano, parlando di un giovane ritornato dalla morte che sarebbe diventato amico di persone indesiderabili tra cui anche le prostitute bianche e i comunisti. Nel 1940, all'università di Atlanta, Du Bois fondò la rivista Phylon. Nel 1946 scrisse The World and Africa: An Inquiry Into the Part that Africa has Played in World History. Nel 1945 aiutò ad organizzare lo storico quinto Congresso Panafricano che si tenne a Manchester, in Inghilterra. Complessivamente Du Bois scrisse ventidue libri, tra cui cinque romanzi, e contribuì alla fondazione di quattro riviste accademiche.

### Criminologia
Du Bois iniziò a scrivere di sociologia criminale nel 1897, poco dopo avere ricevuto il Ph.D. ad Harvard. Alla prima opera in cui si occupò di criminalità, A Program of Social Reform (1897), fece seguire subito dopo una seconda, The Study of the Negro Problems (1898). Il primo testo ad esaminare a fondo gli studi e le teorie criminologhe fu The Philadelphia Negro, in cui dedica una larga sezione all'analisi della popolazione criminale nera della città di Filadelfia (1899).
Du Bois individuò tre punti principali per la sua teoria criminologica. Il primo era che la criminalità nera era provocata da una distorsione della percezione della rivoluzione sociale sperimentata dagli afroamericani quando iniziarono ad adattarsi alla loro ritrovata libertà e al loro ruolo all'interno della nazione. Questa teoria era simile a quella dell'anomia postulata da Durkheim nel 1893, ma veniva applicata specificatamente ai neri diventati nuovamente liberi. Du Bois attribuiva l'esplosione della criminalità tra i neri all'emancipazione e spiegò. "La comparsa del crimine tra i neri del sud è un sintomo delle condizioni sociali sbagliate e di una vita più stressante di quanto la maggior parte della comunità possa sopportare." Distinse il comportamento dei neri del sud da quello dei neri del nord, perché le problematiche della vita nelle grandi città erano diverse da quelle dei mezzadri del sud rurale.
Secondariamente Du Bois credeva che il comportamento criminale dei neri sarebbe calato man mano che la popolazione afroamericana si fosse avvicinata ad uno status sociale più simile a quello dei bianchi. Quest'idea, definita in seguito come "stratificazione", fu sviluppata in maniera simile nel XX secolo da Robert K. Merton nella sua teoria della devianza di una struttura sociale sotto sforzo (1968). In The Philadelphia Negro e in successivi studi statistici Du Bois individuò la diretta correlazione tra i bassi livelli di occupazione ed istruzione e gli alti tassi di attività criminale.
Come terza cosa Du Bois ritenne che il "decimo di talento", ovvero gli uomini migliori di razza nera, sarebbero stati coloro che avrebbero guidato la loro gente e li avrebbero salvati dal problema della criminalità. Du Bois vedeva l'evoluzione di un sistema di classi nella società afroamericana come un qualcosa di necessario per apportare i miglioramenti complessivi utili a ridurre la criminalità. Individuò anche un certo numero di soluzione che questi uno su dieci di talento avrebbero dovuto mettere in pratica.
Fu forse il primo criminologo ad unire fenomeni storici e cambiamenti sociali, servendosi di quest'accostamento per enunciare le proprie teorie. Attribuì l'aumento della criminalità nel periodo successivo alla guerra civile all'"aumentata complessità della vita", alla competizione per ottenere un posto di lavoro nell'industria (specialmente con i recenti immigrati dall'Irlanda) e all'esodo di massa dei neri dalle fattorie e piantagioni in direzione della grandi città. In The Philadelphia Negro afferma:
(W.E.B. Du Bois, The Philadelphia Negro)

## L'attivismo in sostegno dei diritti civili

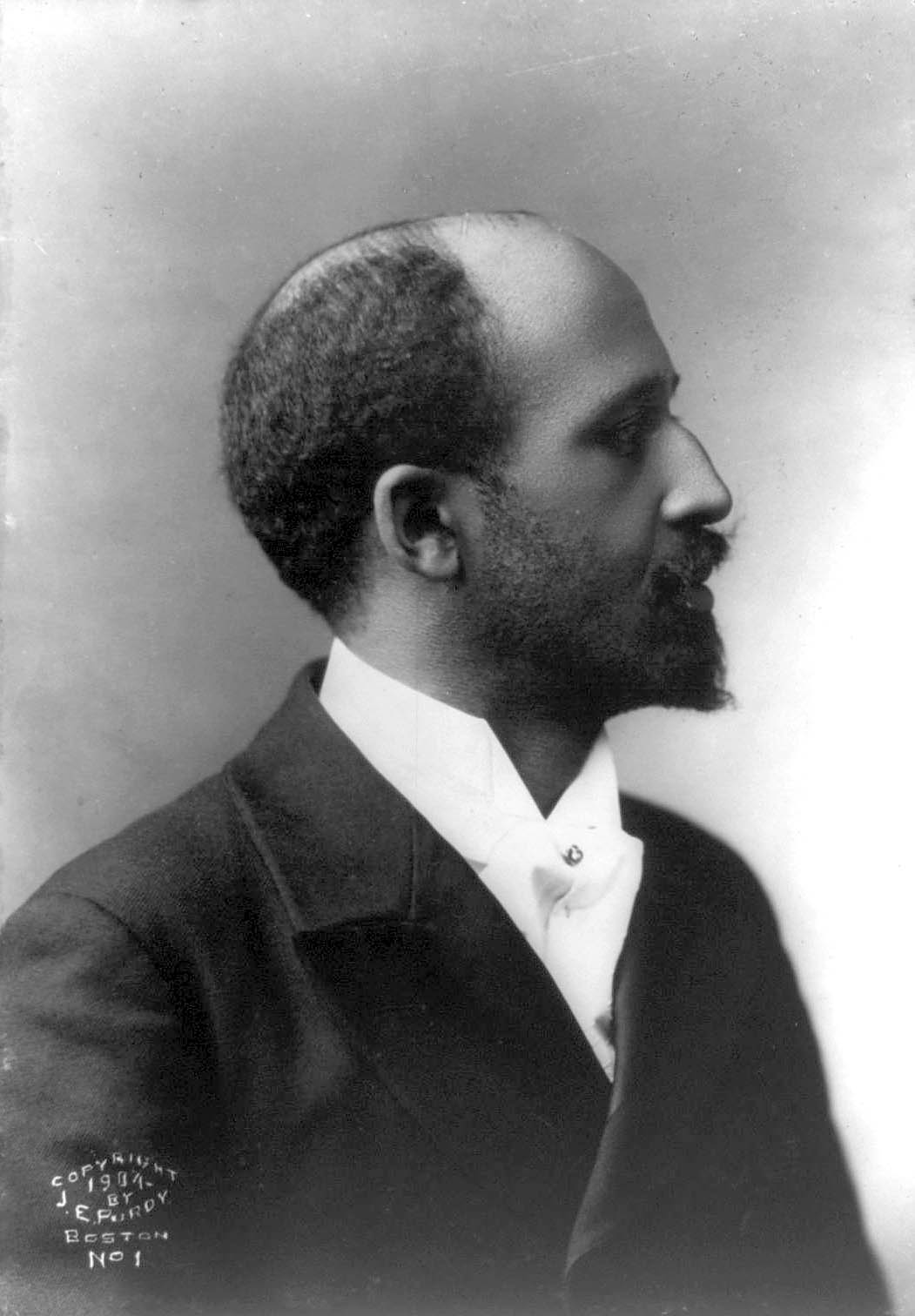
W. E. B. Du Bois nel 1904.

Du Bois fu il più importante intellettuale e attivista politico ad occuparsi dei problemi degli afroamericani nella prima metà del XX secolo. Contemporaneo di Booker T. Washington, dibatté a lungo con il celebre educatore sulla segregazione razziale, sulla revoca del diritto di voto e sui modi di migliorare la vita degli afroamericani.
Insieme a Washington, Du Bois aiutò ad organizzare la "Negro exhibition" all'Esposizione Universale del 1900 a Parigi. La mostra comprendeva le fotografie degli studenti neri dell'Hampton Institute scattate da Frances Benjamin Johnston, e concentrava la propria attenzione sui contributi positivi dati dagli afroamericani alla società statunitense.
Dopo la sua esperienza ad Atlanta W.E.B. Du Bois fu parte attiva dei movimenti pro-afroamericani: mentre insegnava all'Atlanta University, nel 1899, c'era stato il terribile e crudele linciaggio di un giovane nero, Sam Wilkes (erroneamente identificato come Sam Hose). Dopo quel linciaggio avvertì un "rafforzamento e indurimento del proprio carattere" e si rese conto che era suo dovere combattere il "grande mostro rosso della crudele oppressione". I disordini razziali di Atlanta del 1906, durante i quali diversi afroamericani furono uccisi per mano di bianchi rafforzarono la decisione di Du Bois di iniziare a condurre una forte opposizione contro la dottrina della supremazia bianca e l'oppressione.
Nel 1905 Du Bois, insieme al procuratore del Minnesota Fredrick L. McGhee ed altri contribuì a fondare il Movimento del Niagara con William Monroe Trotter. Il movimento si batteva per la libertà di parola e di critica, per il riconoscimento del fatto che le migliori qualità umane non sono monopolio di alcuna casta o razza, per il diritto di voto universale per gli uomini, per la dignità del lavoro e per lo sforzo unitario di realizzare questi ideali sotto una guida forte e sicura.
L'alleanza tra Du Bois e Trotter ebbe tuttavia vita breve, poiché litigarono sull'ammissione o meno dei bianchi nel movimento e nella lotta per i diritti civili. Du Bois, convinto che avessero diritto di essere inclusi nell'organizzazione, nel 1909 insieme ad un gruppo di seguaci fondò la National Association for the Advancement of Colored People
Nel 1910 Du Bois lasciò l'Atlanta University per lavorare a tempo pieno come direttore editoriale della NAACP. Scrisse anche vari articoli di fondo pubblicati settimanalmente su vari quotidiani, tra cui il San Francisco Chronicle appartenente al gruppo editoriale Hearst, il quotidiano nero Chicago Defender, il Pittsburgh Courier e il New York Amsterdam News. Per 25 anni Du Bois rimase direttore responsabile del periodico della NAACP The Crisis, che allora aveva come sottotitolo Una testimonianza delle razze più scure. Commentò liberamente e ad ampio raggio gli avvenimenti di attualità, fissando l'agenda per la nascente NAACP. La diffusione del giornale crebbe dalle 1 000 copie del 1910 alle più di 100 000 del 1920.

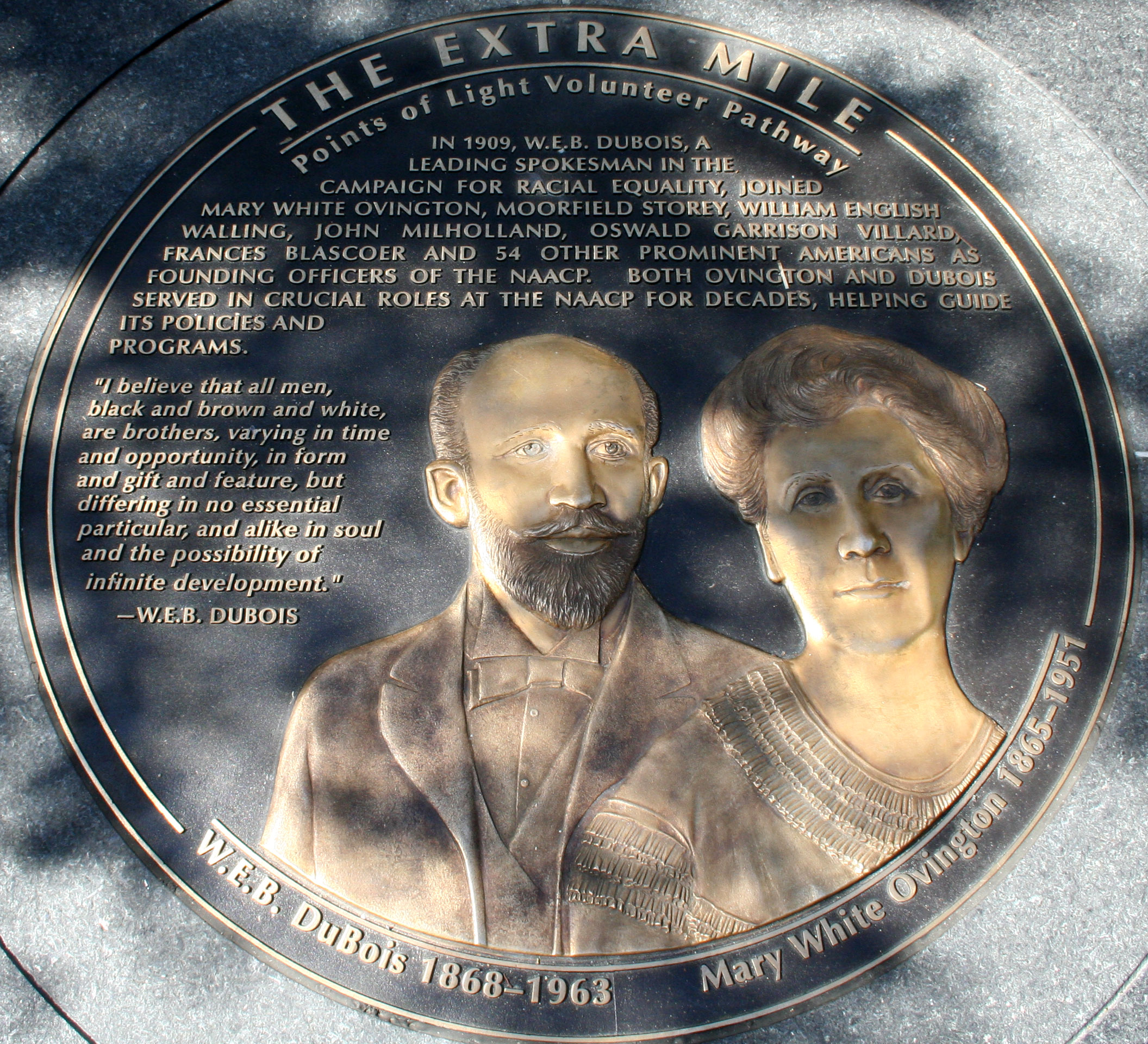
W. E. B. Du Bois e Mary White Ovington, co-fondatori della NAACP.

Du Bois pubblicò le opere di scrittori del periodo della Harlem Renaissance come Langston Hughes, Eulalie Spence e Jean Toomer. Incoraggiò lo sviluppo della narrativa, della poesia e della drammaturgia nere. Nel 1913 scrisse The Star of Ethiopia, uno storico spettacolo teatrale, per promuovere la conoscenza della storia afroamericana e i diritti civili.
Du Bois pensava che i neri dovessero aspirare al più alto livello di istruzione, preferibilmente nelle arti liberali. Credeva anche che i neri dovessero sfidare e mettere in discussione i bianchi in tutti i campi. Booker T. Washington credeva invece che l'assimilazione e l'adattamento all'interno della cultura americana fosse la via migliore per i neri di scalare posizioni all'interno della società. Mentre Washington fino ai suoi ultimi anni affermò di non aver mai ricevuto alcun insulto di stampo razzista, Du Bois disse che i neri avevano in sé una specie di doppia coscienza, che suggeriva loro quando dovevano comportarsi come bianchi e quando invece come neri; credeva che l'esperienza degli afroamericani li avesse spinti a vivere "dietro il velo" che separava gli americani bianchi dagli americani neri, e quindi gli afroamericani vivevano come se avessero due cognomi, risultato delle due diverse identità che percepivano. Booker T. Washington credeva che l'insegnamento fosse un dovere, ma Du Bois lo considerava invece una chiamata.
Du Bois si allontanò progressivamente da Walter Francis White, il segretario esecutivo della NAACP. Iniziò contestando l'opposizione dell'organizzazione a tutti i tipi di segregazione razziale. Du Bois pensava che questo tipo di posizione indebolisse le istituzioni nere già esistenti e credeva che tali istituzioni andassero difese e migliorate, invece che attaccate perché scadenti. Negli anni trenta la NAACP diventò un'organizzazione maggiormente istituzionale, mentre Du Bois si spostava su posizioni più radicali, entrando talvolta in contrasto con leader come Walter White e Roy Wilkins. Nel 1934 Du Bois lasciò la direzione della rivista per tornare ad insegnare all'Atlanta University, dopo aver scritto due saggi su Crisis in cui suggeriva che il separatismo nero avrebbe potuto rappresentare un'utile strategia economica.
Nel corso degli anni venti Du Bois condusse una dura disputa con Marcus Garvey. I due non erano d'accordo sull'ipotesi che gli afroamericani potessero essere assimilati nella società americana come uguali ai bianchi (punto di vista sostenuto da Du Bois). Il confronto fu molto duro, e degenerò anche in attacchi personali, talvolta basati sulla loro origine. Du Bois scrisse: "Garvey è, senza dubbio, il più pericoloso nemico della razza nera in America e nel mondo. O è un pazzo oppure è un traditore." Garvey da parte sua descrisse Du Bois come "puramente e semplicemente il negretto dei bianchi" e "un po' olandese, un po' francese, un po' nero... un mulatto... una mostruosità".
Du Bois fu uno dei primi membri della Alpha Phi Alpha, la prima confraternita studentesca interuniversitaria fondata da afroamericani, che aveva al centro della propria attenzione il tema dei diritti civili.

### L'American Historical Association
Nel 1909 W. E. B. Du Bois, primo afroamericano a farlo, tenne un discorso presso l'American Historical Association (AHA) durante il suo convegno annuale. Secondo David Levering Lewis "la sua sarebbe stata la prima ed ultima apparizione di un afroamericano nel programma dei lavori fino al 1940.""

### Il Giappone imperiale e la Germania nazista
Du Bois rimase colpito dalla crescente forza del Giappone imperiale, che seguiva la vittoria nella guerra russo-giapponese. Vide la vittoria del Giappone sulla Russia zarista come un esempio di "orgoglio di colore". A condurre il "Piano di propaganda tra i neri" era stato Hikida Yasuichi. Dopo essersi recato negli Stati Uniti per parlare con gli studenti della Howard University, dello Scripps College e della Tuskegee University, Yasuichi influenzò le opinioni di Du Bois sul Giappone Imperiale. Nel 1936 Yasuichi e l'ambasciatore giapponese organizzarono un viaggio in Giappone per Du Bois e un piccolo gruppo di accademici. Il viaggio prevedeva tappe in Giappone, Cina e Unione Sovietica. La tappa in Unione Sovietica fu cancellata dopo che Karl Radek, il contatto diplomatico di Du Bois, venne ucciso durante le grandi purghe staliniane. Mentre si trovava in Cina Du Bois osservò che la fonte dell'inimicizia tra quel paese e il Giappone era "la sua sottomissione all'aggressione dei bianchi e la resistenza del Giappone". Chiese ai cinesi di accogliere i giapponesi come dei liberatori. Si unì ad un grosso gruppo di accademici afroamericani che accettavano l'incidente di Mukden come giustificazione per l'occupazione e l'annessione da parte giapponese del sud della Manciuria precedentemente controllata dagli europei.
Nel corso del 1936 Du Bois visitò anche la Germania nazista. In seguito osservò che gli accademici tedeschi lo avevano trattato con maggior rispetto di quanto non facessero i suoi colleghi americani bianchi. Al suo ritorno negli Stati Uniti spiegò l'impressione ambivalente che si era fatto del regime nazista: mentre ammirava il modo in cui i nazisti avevano migliorato le condizioni economiche del paese ereditate dalla Repubblica di Weimar, era disgustato dal trattamento riservato agli ebrei, che descrisse come "un attacco alla civiltà, paragonabile solo ad orrori come l'Inquisizione spagnola o il commercio di schiavi africani".

## Il razzismo scientifico e l'eugenetica
Du Bois fu un aperto oppositore del razzismo scientifico, teoria diffusa alla sua epoca. Insieme all'antropologo culturale Franz Boas si espresse ampiamente contro l'allora prevalente convinzione che gli afroamericani fossero biologicamente inferiori ai bianchi. Du Bois pubblicò le sue critiche sulle pagine della rivista Crisis e sostenne dibattiti faccia a faccia con i difensori della teoria della base biologica della superiorità bianca.
Nonostante fosse un fermo oppositore delle giustificazioni scientifiche al razzismo, e si fosse opposto anche agli esperimenti di eugenetica fatti nel laboratorio di Cold Spring Harbor, Du Bois si rifece ad alcune nozioni di eugenetica per sostenere il suo messaggio agli afroamericani, e appoggiò l'uso della contraccezione (con l'aiuto di Margaret Sanger) per favorire la crescita di quelli che riteneva i più dotati esponenti della razza afroamericana. Questo tipo di teoria ha però un carattere più elitario che razzista.
Nel 1904 affermò che "Le razze nere sono sotto ogni punto di vista fisico normalmente sviluppate e non mostrano assolutamente alcuna variazione rispetto a quelle europee sufficiente per sostenere la teoria di sostanziali differenze tra gli uomini".

## L'ultima parte della vita

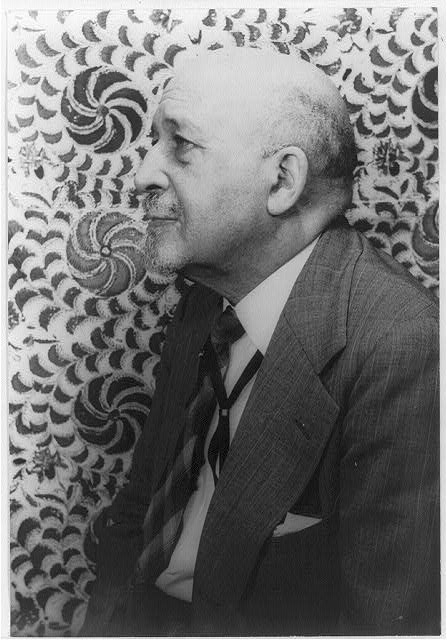
Du Bois nel 1946 fotografato da Carl Van Vechten

### Il partito comunista
Du Bois fu uno dei leader afroamericani indagati dall'FBI, che nel 1942 sostenne che "i suoi scritti lo indicano come socialista" e che "è stato definito comunista e allo stesso tempo criticato dal Partito Comunista".
Du Bois visitò la Repubblica popolare cinese durante il Grande balzo in avanti. Inoltre, sull'edizione del The National Guardian del 16 marzo 1953 scrisse: "Stalin è stato un grande uomo; pochi altri uomini del ventesimo secolo si avvicinano alla sua levatura".
Era presidente del Centro di informazione sulla Pace quando scoppiò la guerra di Corea. Fu tra i firmatari del Stockholm Peace Pledge, che si opponeva all'uso di armi nucleari. Nel 1950, a 82 anni, fu candidato al Senato per il Partito laburista americano nello Stato di New York, conquistando il 4% dei voti. Nonostante la sconfitta Du Bois rimase fedele alla causa laburista. Fu interrogato davanti alla HUAC sulle sue presunte simpatie per il comunismo. Nel 1958 si unì a trotskisti, ex-comunisti e indipendenti di posizioni radicali con l'intenzione di creare una coalizione di sinistra che partecipasse alle elezioni per senato e assemblea nello stato di New York.
Fu incriminato secondo il Foreign Agents Registration Act, ma assolto per insufficienza di prove. Nel 1959 Du Bois ricevette il Premio Lenin per la pace. Nel 1961, all'età di 93 anni, si iscrisse al Partito Comunista degli Stati Uniti d'America, in un'epoca in cui ormai questo aveva perso il suo appeal sulla maggior parte delle persone.
Nel 1963, all'età di novantacinque anni, fu naturalizzato cittadino ghanese.

### La morte
Nel 1961 Du Bois fu invitato in Ghana dal Presidente Kwame Nkrumah per dirigere l'Encyclopedia Africana, un'iniziativa di quel governo e che per lui era un sogno covato da lungo tempo. Quando, nel 1963, gli Stati Uniti rifiutarono di rinnovargli il passaporto lui e la moglie, Shirley Graham Du Bois, decisero di diventare cittadini ghanesi.
Contrariamente all'opinione di molti (tra cui il Premio Pulitzer David Levering Lewis che ne scrisse la biografia) non rinunciò mai alla cittadinanza statunitense, neppure quando gli venne negato il passaporto per andare in Ghana. Nel 1962 la sua salute iniziò a declinare e, il 27 agosto 1963 morì nella capitale ghanese Accra all'età di 95 anni, giusto il giorno prima che Martin Luther King pronunciasse il suo celeberrimo discorso I have a dream. Durante la marcia su Washington, Roy Wilkins diede la notizia alle centinaia di migliaia di manifestanti e chiese un momento di silenzio e raccoglimento.

## Opere pubblicate
Nel corso dei suoi 95 anni di vita Du Bois scrisse e pubblicò più di 4.000 articoli, saggi e libri. La maggior parte di questi non sono stati più stampati e sono difficili da rintracciare anche nella loro edizione originale. Non è stata ancora realizzata un'edizione completa di suoi lavori. Nel 1977 Paul G. Partington ha pubblicato una bibliografia delle opere di Du Bois pubblicate, intitolata W. E. B. Du Bois: A Bibliography of His Published Writings (ISBN 0-9602538-1-5). Nel 1984 è uscita un'integrazione di 20 pagine intitolata W. E. B. Du Bois: A Bibliography of His Published Writings—Supplement.

### Libri
- Black Reconstruction in America, 1860-1880 di W. E. Burghardt Du Bois, con l'introduzione del biografo di Du Bois David Levering Lewis. 768 pagine. (Free Press: ristampa del 1995 dell'originale del 1935) ISBN 0-684-85657-3. È lo scritto più lungo di Du Bois.
- The Suppression of the African Slave Trade to the United States of America: 1638–1870 tesi per il PhD, 1896, (Harvard Historical Studies, Longmans, Green, and Co.: New York) Testo Completo, su gutenberg.org.
- The Study of the Negro Problems (1898)
- The Philadelphia Negro (1899)
- The Negro in Business (1899)
- The Evolution of Negro Leadership. The Dial, 31 (16 luglio 1901).
- The Souls of Black Folk (1903)
- The Talented Tenth, secondo capitolo di The Negro Problem, una raccolta di articoli di afroamericani (settembre 1903).
- Voice of the Negro II (settembre 1905)
- John Brown : A Biography (1909)
- Efforts for Social Betterment among Negro Americans (1909)
- Atlanta University's Studies of the Negro Problem (1897-1910)
- The Quest of the Silver Fleece (1911)
- The Negro (1915)
- Darkwater (1920)
- The Gift of Black Folk (1924)
- Dark Princess: A Romance (1928])
- Africa, its Geography, People and Products (1930)
- Africa: Its Place in Modern History (1930)
- Black Reconstruction: An Essay toward a History of the Part which Black Folk Played in the Attempt to Reconstruct Democracy in America, 1860-1880 (1935)
- What the Negro has Done for the United States and Texas (1936)
- Black Folk, Then and Now (1939)
- Dusk of Dawn: An Essay Toward an Autobiography of a Race Concept (1940)
- Color and Democracy: Colonies and Peace (1945)
- The Encyclopedia of the Negro (1946)
- The World and Africa (1946)
- Peace is Dangerous (1951)
- I take my stand for Peace (1951)
- In Battle for Peace (1952)
- The Black Flame: A Trilogy
- The Ordeal of Mansart (1957)
- Mansart Builds a School (1959)
- Africa in Battle Against Colonialism, Racialism, Imperialism (1960)
- Worlds of Color (1961)
- An ABC of Color: Selections from Over a Half Century of the Writings of W. E. B. Du Bois (1963)
- The World and Africa, An Inquiry into the Part Which Africa has Played in World History (1965)
- The Autobiography of W. E. Burghardt Du Bois (International publishers, 1968)

### Articoli
- The American Negro Academy Occasional Papers, 1897, No. 2 "The Conservation Of Races" testo completo (TXT), su gutenberg.readingroo.ms. URL consultato il 15 dicembre 2008 (archiviato dall'url originale il 4 gennaio 2009).
- Writings: The Suppression of the African Slave-Trade, The Souls of Black Folk, Dusk of Dawn (Nathan I. Huggins, ed.) (Library of America, 1986) ISBN 978-0-940450-33-2